# Lac de Péligre
Lac de Péligre är en sjö i Haiti.   Den ligger i departementet Centre, i den centrala delen av landet, 60 km nordost om huvudstaden Port-au-Prince. Lac de Péligre ligger 169 meter över havet. Arean är 48 kvadratkilometer. Trakten runt Lac de Péligre består till största delen av jordbruksmark.